# 新疆生产建设兵团幸福农场
新疆生产建设兵团第一师幸福农场，位于新疆维吾尔自治区阿拉尔市绿原镇，是新疆生产建设兵团第一师阿拉尔垦区农场。

## 简介
在新疆生产建设兵团第一师团场土地资源整合的背景下，幸福农场于2013年6月25日组建成立，场部设在阿拉尔市绿园镇。截至2017年，幸福农场有常住人口3754人，在册职工1067人、干部204人，离退休干部14人。幸福农场规划总面积26.37万亩，其中耕地面积占12.89万亩，主要种植红枣、棉花。从2013年到2016年，幸福农场国内生产总值从3.79亿元人民币增长到4.96亿元人民币，职均收入从4.7万元人民币增加到5.11万元人民币，幸福农场的基础设施和公共服务设施建设不断完善，非公有制经济、餐饮、商贸等服务业正逐步兴起。幸福农场下设幸福农场畜牧公司，2015年幸福农场的饲草地和养殖场投入使用，正式开始饲草种植和肉羊肉驴养殖工作，截至2016年幸福农场已成立2个养殖专业合作社。2017年，幸福农场果业公司开展“以劳帮困”，帮助困难职工脱贫致富。